# Паскуа, Шарль
Шарль Паскуа (фр. Charles Pasqua; 18 апреля 1927, Грас, департамент Приморские Альпы — 29 июня 2015, Сюрен) — правый французский политик и бизнесмен. Бывший министр внутренних дел в кабинете Жака Ширака при первом «сожительстве» (1986—1988) и в правительстве Эдуара Балладюра (1993—1995).

## Ранние годы и бизнес-карьера
Был сыном полицейского и внуком пастуха из корсиканской деревни Казевеккье. Поступил в юридическую школу, но так никогда и не смог завершить свое образование. В возрасте 15-ти лет вступил в ряды Движения Сопротивления под кодовым именем „Prairie“. 
Начал свою карьеру в 1952 г. в качестве сотрудника производителя французского алкоголя "Поль Рикар". До 1971 г. он оставался в этой компании, где он прошел много ступеней от инспектора по продажам до второго человека в концерне. В 1967 г. он вместе с коллегами начал свой собственный бизнес  как импортер американского спирта с компанией Euralim (Europe Alimentation) в Левалуа-Пере.

## Политическая карьера
В 1947 г. выступил одним из основателе отделения голлистсткого Объединения французского народа в департаменте Приморские Альпы. В 1959 г. вместе с Жаком Фоккаром помог президенту Шарлю де Голлю основать голлистскую военизированную организацию SAC (впоследствии вступил в конфликт с Фоккаром и организовал альтернативную охранную структуру). Активно занимался контроперациями и организацией голлистских контрдемонстраций во время Майских событий во Франции 1968 года. Сотрудничал с антикоммунистическим профобъединением Французская конфедерация труда, во главе которого стояли Жак Симакис и Огюст Блан. Считался одним из «баронов голлизма».
В 1964 г. в качестве политического кандидата впервые баллотировался в состав торговой палаты Марселя по списку «свободных предпринимателей».
В качестве вице-президента SAC с 1968 по 1973 гг. избирался в Национальное собрание от голлистской партии Союз демократов в поддержку республики. С 1974 по 1976 гг. входил в состав руководства партии. Был сенатором в 1974—1986, 1988—1993 и 1995—1999 от правого Объединения в поддержку республики. В 2004 стал вновь сенатором от Союза за народное движение. Несмотря на соперничество с Фоккаром, состоял в ортодоксально-голлистском Движении инициативы и свободы. В 1982, после резни в Орьоле, выступал перед парламентской комиссией по расследованию деятельности SAC. Привлекал в голлистское движение бывших ультраправых — типа Алена Робера, одного из основателей «Запада».
Являлся главным организатором предвыборной президентской кампании Жака Ширака в 1981 г. и считается наряду с Мари-Франс Гаро ментором Жака Ширака в политике. Однако на президентских выборах 1995 года он поддерживал Эдуара Балладюра.
В период с 1973 по 1976 и в 1988 и 2004 гг. избирался президентом генерального совета департемента О-де-Сен, его преемником в 2004 г. стал Николя Саркози.
В 1986—1988 и в 1993—1995 гг. занимал должность министра внутренних дел Франции. В 1993 г. по его инициативе был принят закон об иммиграции во Францию, который положил начало новой — более жёсткой иммиграционной политике страны: стало труднее получать французское гражданство, воспользоваться правом воссоединения семей, были упрощены условия депортации нелегальных иммигрантов. Придерживался принципа «нулевой иммиграции», который должен был предотвратить любую возможность неевропейской иммиграции во Францию.
В 1991 г. основал движение «Demain la France», вместе с Филиппом Сегеном выступал в ходе общенационального референдума против подписания Маастрихтского договора
В 1999 г. создал партию евроскептиков Объединение за Францию и вместе с Филиппом де Вилье участвовал в выборах в Европейский парламент, на которых их альянс занял второе место после социалистов. В Европарламенте стал лидером фракции «Союз за Европу наций».
На президентских выборах 2002 г. безуспешно пытался выставить свою кандидатуру (не смог собрать необходимых 500 подписей государственных или муниципальных представителей, которые дают право участвовать в президентских выборах). В мае 2002 г. выступил с требованием провести референдум по вопросу о восстановлении в стране смертной казни.

## Обвинения в коррупции
С 2004 года оказался вовлечён в несколько коррупционных скандалов, в том числе так называемый «Анголагейт». В 2010 году суд приговорил Паскуа к одному году лишения свободы условно.
После оглашения обвинительного приговора на специальной пресс-конференции политик заявил, что президент Ширак и другие высшие руководители должны были бы предстать перед судом как соучастники по делу «Анголагейта», поскольку были проинформированы о поставках оружия в Анголу в 1990-е гг., когда в ней шла гражданская война, и поставки оружия были запрещены). По его словам, о нелегальных поставках знал и президент Ширак и тогдашний глава его администрации Доминик де Вильпен, ставший впоследствии премьер-министром. Говоря о Шираке, Паскуа заявил: «Я обвиняю его в том, что он не выполнил своего долга (главы государства)».
В 2004 г. имя Паскуа фигурировало в опубликованном в СМИ списке политиков, которые якобы незаконно получали деньги от правительства Саддама Хусейна при реализации программы «Нефть в обмен на продовольствие». Эти обвинения в 2005 г. повторил британский парламентарий Джордж Гэллоуэй в своем докладе в американском Сенате. В апреле 2006 г. эти обвинения двинула против него французская бригада по борьбе с экономическими преступлениями.
Кроме того, политик привлекался к суду по делу о незаконном финансировании своей предвыборной кампании в Европарламент в 1999 г. Его имя также всплывало в деле о коррупции при реализации общественных жилищных проектов в департаменте О-де-Сен.